# Mina Gregori
Mina Gregori est une historienne de l'art italienne née le 7 mars 1924 à Crémone.

## Carrière
Ancienne élève de Roberto Longhi, Mina Gregori se spécialise dans l'étude de la peinture italienne et devient une des expertes mondiales  de l’œuvre de Caravage. Elle dirige la fondation Roberto Longhi à Florence, ainsi que la revue Paragone, fondée par Longhi. Dans l'affaire du tableau attribué par certains experts au Caravage et découvert à Toulouse en 2014 elle déclare avoir reconnu le style d'Artemisia Gentileschi.

## Distinctions
- Membre de l'Académie du Dessin de Florence[3]
- Chevalier Grand-Croix de l'Ordre du mérite (Italie)[3]
- Commandeur de l’Ordre des Arts et des Lettres (France)[3], le 21 février 1997[5].
- Chevalier de la Légion d'honneur (France)[3]